# ФК Железничар Инђија
ФК Железничар Инђија је српски фудбалски клуб из Инђије и тренутно се такмичи у Српској лиги Војводина, трећем такмичарском нивоу српског фудбала.

## Историја
Клуб је основан 3. октобра 1933. године. Клуб су основали Лаза Живковић, Марко Стефановић, Живојин Митић и Стојан Михајловић.
Од 2004. до 2010. године је клуб пролазио кроз тежак период, где су многи хтели да га угасе, али на сву срећу то се није догодило.
ФК Железничар се годинама уназад такмичио у аматерским лигама.
У такмичарској сезони 2021/2022 ФК Железничар је испунио услове да из Сремске лиге (5. ранг такмичења) пређе у Војвођанску лигу Југ у сезони 2022/23 (4. ранг такмичења). Наредне сезоне клуб је заузео прво место у Војвођанској лиги Југ и тако је клуб обезбедио пласман у Српску лигу Војводина. У Српској лиги Војводина такође је освојено прво место, али због лиценце је клуб остао у Српској лиги Војводина.

## Новији резултати
| Сезона   | Ранг | Лига                  | Позиција | ИГ | Д  | Н | П  | ГД  | ГП  | ГР   | Бод    | Куп                  |
| -------- | ---- | --------------------- | -------- | -- | -- | - | -- | --- | --- | ---- | ------ | -------------------- |
| 2009/10. | 7.   | Општинска лига        | 1.       | 16 | 13 | 2 | 1  | 61  | 23  | +38  | 41     | Није се квалификовао |
| 2010/11. | 5.   | ПФЛ Сремска Митровица | 15.      | 30 | 4  | 6 | 20 | 30  | 75  | -45  | 18     | Није се квалификовао |
| 2011/12. | 6.   | Друга Сремска лига    | 12.      | 26 | 8  | 2 | 16 | 31  | 37  | -6   | 25     | Није се квалификовао |
| 2012/13. | 6.   | Друга Сремска лига    | 2.       | 30 | 21 | 4 | 5  | 41  | 23  | +18  | 67     | Није се квалификовао |
| 2013/14. | 5.   | ПФЛ Сремска Митровица | 16.      | 30 | 2  | 2 | 26 | 21  | 129 | -108 | 7 (-1) | Није се квалификовао |
| 2014/15. | 6.   | Друга Сремска лига    | 12.      | 30 | 9  | 4 | 17 | 35  | 48  | -13  | 31     | Није се квалификовао |
| 2015/16. | 7.   | Општинска лига        | 1.       | 15 | 12 | 2 | 1  | 43  | 10  | +33  | 38     | Није се квалификовао |
| 2016/17. | 6.   | Друга Сремска лига    | 1.       | 28 | 23 | 5 | 0  | 116 | 18  | +98  | 74     | Није се квалификовао |
| 2017/18. | 5.   | ПФЛ Сремска Митровица | 4.       | 30 | 17 | 5 | 8  | 56  | 29  | +27  | 56     | Није се квалификовао |
| 2018/19. | 5.   | ПФЛ Сремска Митровица | 3.       | 30 | 19 | 5 | 6  | 63  | 29  | +34  | 62     | Није се квалификовао |
| 2019/20. | 5.   | ПФЛ Сремска Митровица | 13.      | 17 | 5  | 4 | 8  | 21  | 32  | -11  | 19     | Није се квалификовао |
| 2020/21. | 5.   | ПФЛ Сремска Митровица | 5.       | 34 | 17 | 6 | 11 | 73  | 54  | +19  | 57     | Није се квалификовао |
| 2021/22. | 5.   | ПФЛ Сремска Митровица | 2.       | 30 | 25 | 2 | 3  | 86  | 18  | +68  | 77     | Није се квалификовао |
| 2022/23. | 4.   | Војвођанска лига Југ  | 1.       | 30 | 19 | 6 | 5  | 55  | 21  | +34  | 63     | Није се квалификовао |
| 2023/24. | 3.   | Српска лига Војводина | 1.       | 30 | 17 | 9 | 4  | 56  | 24  | +32  | 60     | Није се квалификовао |
| 2024/25. | 3.   | Српска лига Војводина | -        | -  | -  | - | -  | -   | -   | -    | -      | Није се квалификовао |

## Познатији играчи
- Горан Смиљанић
- Миралем Сулејмани

## Навијачка група
Жељина навијачка група се зове Evil Force.